# مگان ابوت
مگان ابوت (انگلیسی: Megan Abbott؛ زادهٔ ۱۹۷۱) رمان‌نویس، نویسنده، و روزنامه‌نگار اهل ایالات متحده آمریکا است.
وی همچنین برندهٔ جوایزی همچون جایزه ادگار شده است.